# Печерский спуск
Пече́рский спуск — старинная улица в Печерском районе Киева.
Пролегает от улицы Леонида Первомайского до конца застройки. 

## История
Возник на границе XIX — XX столетий на начальном отрезке Собачьей тропы. Имел название Понтонный переулок (от понтонного батальона, казармы которого были расположены на Печерске). Под названием Понтонный упоминается в 1900 году, как Понтоннотелеграфный — в 1901 году. Современное название — с 1952 года. Присоединяется Рыбальская улица (до начала 1980-х годов её конечная часть имела название Телеграфный переулок).

## Транспорт
- Станция метро «Кловская»

### Внешние ссылки
- Печерский спуск Архивная копия от 13 марта 2016 на Wayback Machine на сервисе Яндекс.Панорамы.